# Gentilés de France O
Pour un article plus général, voir Gentilés de France.
Gentilés des communes françaises par ordre alphabétique
- A
- B
- C
- D
- E
- F
- G
- H
- I
- J
- K
- L
- M
- N
- O
- P
- Q
- R
- S
- T
- U
- V
- W
- X
- Y
- Z

- Oingt : Iconiens
- Ondres : Ondrais
- Orléans : Orléanais
- Oradour-sur-Glane : Radounauds
- Orbey : Orbelais
- Orsay : Orcéens
- Osselle-Routelle : Osselois, Osseloises et Routellois, Routelloises
- Orthez : Orthézien
- Ouessant : Ouessantains
- Ouvéa : Ouvéens ou Iaai
- Oyonnax : Oyonnaxiens

## Pour approfondir